# 馬留斯·格里戈尼斯

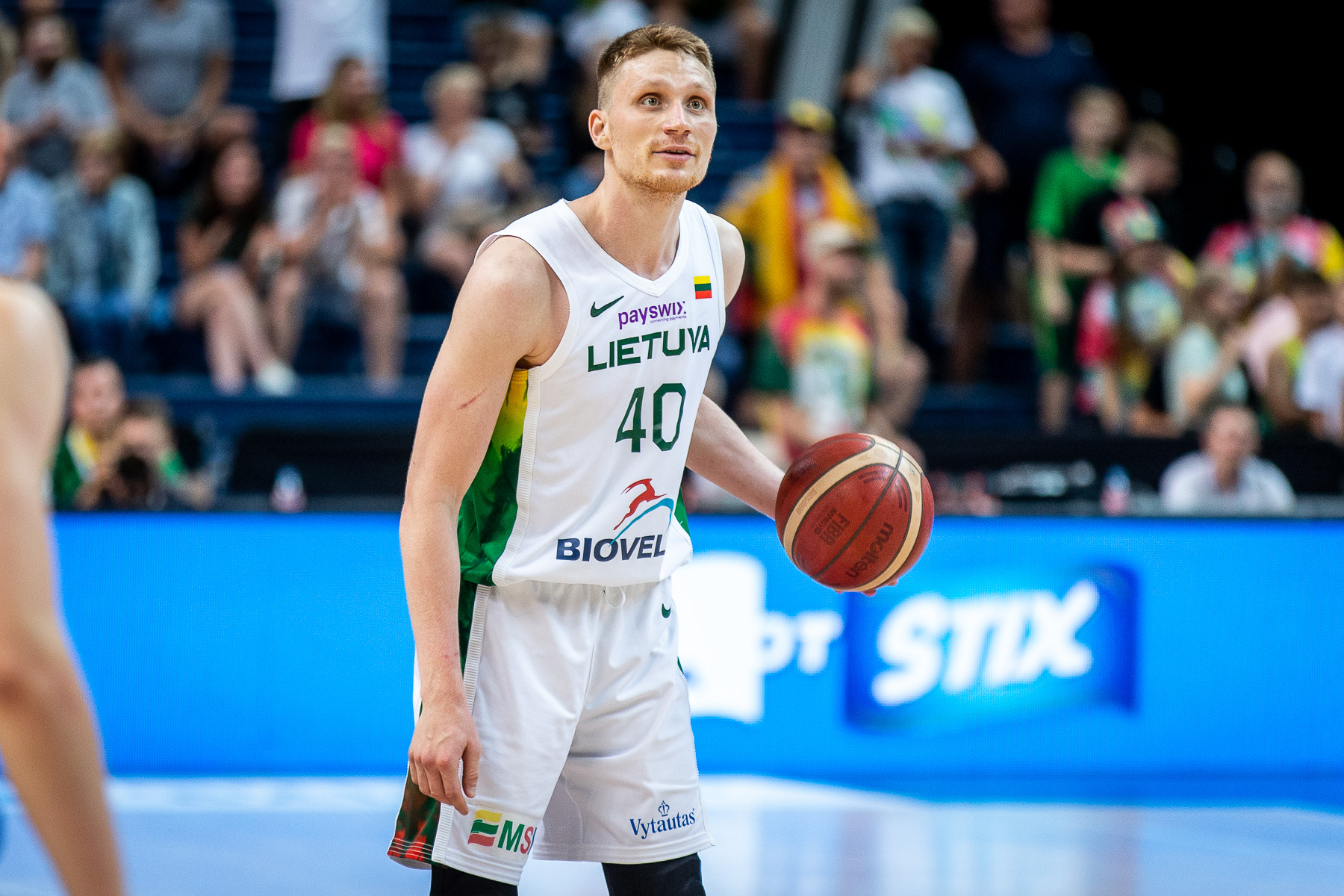

馬留斯·格里戈尼斯（1994年4月26日—），是一位立陶宛的籃球運動員，現在效力於希臘籃球甲級聯賽的帕納辛奈克斯籃球俱樂部。他在場上的主要位置是得分後衛或小前鋒。他也代表立陶宛國家男子籃球隊參賽。

## 外部連結
- 馬留斯·格里戈尼斯在fiba.basketball（英语）
- 馬留斯·格里戈尼斯在archive.fiba.com（archived）（英语）
- 馬留斯·格里戈尼斯在歐洲籃球聯賽（英语）
- 馬留斯·格里戈尼斯在西班牙篮球甲级联赛（球員）（西班牙语）
- 馬留斯·格里戈尼斯在德國籃球甲級聯賽（德语）
- 馬留斯·格里戈尼斯在Basketball-Reference.com（國際）（英语）
- 馬留斯·格里戈尼斯在Eurobasket.com（球員）（英语）
- 馬留斯·格里戈尼斯在RealGM（英语）
- 馬留斯·格里戈尼斯在Proballers（英语）
- 馬留斯·格里戈尼斯在Olympedia（英语）